# NSW Open Tournament of Champions 1992
Das NSW Open Tournament of Champions 1992 waren ein Tennisturnier der WTA Tour 1992 für Damen sowie ein Tennisturnier der ATP Tour 1992 für Herren, welche zeitgleich vom 6. bis zum 12. Januar 1992 in Sydney stattfanden.